# Orthomus
Orthomus es un género de escarabajos de la familia Carabidae.
Contiene las siguientes especies:
- Orthomus abacoides Lucas, 1846
- Orthomus achilles Wrase & Jeanne, 2005
- Orthomus anagae Medina & Oromi, 1991
- Orthomus annae (Donabauer, 2008)
- Orthomus aquila Coquerel, 1859
- Orthomus aubryi Jeanne, 1974
- Orthomus balearicus (Piochard de la Brulerie, 1868)
- Orthomus barbarus Dejean, 1828
- Orthomus bedelianus Lutshnik, 1915
- Orthomus berrai F. Battoni, 1987
- Orthomus berytensis Reiche & Saulcy, 1855
- Orthomus canariensis Brulle, 1839
- Orthomus curtus (Wollaston, 1854)
- Orthomus dilaticollis Wollaston, 1854
- Orthomus dimorphus Antoine, 1933
- Orthomus discors Wollaston, 1864
- Orthomus gonzalezi Mateu, 1954
- Orthomus gracilipes Wollaston, 1854
- Orthomus hispanicus Dejean, 1828
- Orthomus leprieuri Pic, 1894
- Orthomus longulus Reiche & Saulcy, 1855
- Orthomus lundbladi Jeannel, 1938
- Orthomus maroccanus Chaudoir, 1873
- Orthomus martini Machado, 1984
- Orthomus pecoudi Jeannel, 1943
- Orthomus perezii (Martinez y Saez, 1873)
- Orthomus planidorsis (Fairmaire, 1872)
- Orthomus poggii Leo & Magrini, 2002
- Orthomus pommereaui Perris, 1869
- Orthomus rubicundus (Coquerel, 1859)
- Orthomus sidonicus Chaudoir, 1873
- Orthomus starkei Wrase & Jeanne, 2005
- Orthomus szekessyi (Jedlicka, 1956)
- Orthomus tazekensis (Antoine, 1941)
- Orthomus velocissimus Waltl, 1835